# Hüsejn Cavid
Hüsejn Cavid (Naxçıvan, 24 ottobre 1882 – Shevchenko, 5 dicembre 1941) è stato un poeta azero.
È stato uno dei principali poeti e drammaturghi azeri all'inizio del XX secolo ed uno dei fondatori del Romanticismo della contemporanea letteratura azera, che spronò la popolazione alla resistenza all'occupazione sovietica ed a cercare l'indipendenza del paese.
Hüsejn Cavid ha svolto un ruolo importante nella formazione della letteratura azera del XX secolo. Con le sue opere, che riflettevano i motivi del lirismo filosofico, le questioni dell'umanesimo e della filantropia, i drammi storici, Hüsejn Cavid aprì una nuova pagina nella letteratura e nella drammaturgia dell'Azerbaigian.

## Biografia
Hüsejn nacque a Naxçıvan nel Governatorato di Erivan dell'Impero russo. Entrambi i nonni di Hüsejn Cavid erano contadini; uno di loro, Meshadi Guli, da parte materna, era conosciuto come un grande amante della poesia. Il padre di Hüsejn Cavid "era impegnato in attività spirituali nel periodo pre-rivoluzionario". La famiglia si componeva di otto figli, Hüsejn incluso. Il fratello maggiore, Sheikh Mohammed Rasizadeh, ricevette un'educazione religiosa e più tardi insegnò; un secondo fratello, Ahmed, svolse la professione di cantante, mentre il fratello minore, Alirza, divenne un insegnante, pubblicista e rivoluzionario. Hüsejn aveva ancora un fratello e tre sorelle.
Appartenente ad una famiglia religiosa, nella sua carriera scolastica frequentò varie scuole islamiche, che gli permisero tra l'altro di perfezionare il persiano e l'arabo (a Tabriz). La sua carriera scolastica fu tuttavia ostacolata da una malattia agli occhi. Per curarsi, nel 1906 si recò ad Istanbul, dove si iscrisse poi all'Università, frequentando la facoltà di letteratura e filosofia orientali. Qui, ad Istanbul incontrò altri importanti scrittori e poeti turchi e venne in contatto con idee moderne e democratiche.
Ritornò in Azerbaigian, al suo paese natio nel 1909, Cavid per lungo tempo insegnò la lingua azera e la storia della letteratura nelle scuole azere di Gəncə, Tbilisi, e Naxçıvan. Nel 1918, Cavid si trasferì a Baku. Nel 1926 Cavid fu curato in Germania, vivendo a Berlino. Le impressioni sul suo soggiorno nell'Europa occidentale si riflettono nel suo grande poema Azer, sul quale il poeta lavorò tra gli anni 1926-1937.

### Arresto e morte
Il poeta Hüsejn Cavid già nel primo decennio delle sue opere ha ottenuto il riconoscimento universale come il più grande rappresentante del romanticismo progressista dell'Azerbaigian del XX secolo. Fedor Ashnin, Vladimir Alpatov, Vladimir Nasilov ritengono che sia il più autorevole degli scrittori azeri arrestati durante le purghe staliniane.
Va notato che i giornali degli anni '20 scrivevano di lui come "il poeta più famoso e conosciuto del Caucaso", "il poeta più potente dell'Azerbaigian".
La base per il suo arresto fu il sostegno dei legami controrivoluzionari con "un certo numero di musavatisti, con i quali conduceva le conversazioni di Musavat... Raggruppandosi attorno a se stessi giovani poeti controrivoluzionari, di cui gestiva nello spirito di Musavat".
Il poeta non si riteneva colpevole e al primo e al secondo incontro della "troika dell'NKVD" la decisione sul suo caso non poteva essere presa e lui continuava a essere tenuto in prigione. Nella primavera del 1938, sotto la nuova guida del NKVD dell'Azerbaigian, fu redatto un parere, secondo il quale Hüsejn Cavid fu accusato di essere esposto ai sensi dell'art. 72 e 73 del codice penale della Repubblica Socialista Sovietica Azera.
Un incontro speciale a Mosca, dove è stato inviato il caso, non lo ha esaminato, e poi completamente - è stato restituito a Baku. Nel riesaminare il caso a Baku, alle accuse precedentemente confermate è stato aggiunto dall'art. 68 (spionaggio). Secondo l'accusa, "è stato stabilito che Hüsejn Cavid ha vissuto a lungo in Turchia, e poi in Germania e, secondo il NKVD, Hüsejn era destinato a lavori di spionaggio". Il 9 giugno 1939, il poeta fu condannato a 8 anni del campo, ma nella sentenza definitiva, l'accusa di spionaggio è assente. Hüsejn Cavid è morto nel 1941, secondo il processo di riabilitazione - a Magadan (vicino a Tayshet).

### Sepoltura del corpo
Il 12 ottobre 1982, in connessione con la preparazione di centenario del poeta, il Partito della Repubblica del Naxçıvan decise di riseppellire nuovamente il corpo di Cavid in Naxçıvan. Il 14 ottobre, il presidente del comitato del partito, Hamid Jafarov, il colonnello Telman Aliyev e il deputato della repubblica Zakir Aliyev sono andati a Irkutsk e il 21 ottobre e sono arrivati nel cimitero del villaggio di Shevchenko. La delegazione ha trovato il luogo di sepoltura della bara n. 59 ed è stata effettuata l'esumazione. 24 ottobre, la delegazione, insieme ai resti di Cavid ha volato da Irkutsk. Secondo il piano da Irkutsk era necessario volare a Mosca, da lì - a Erevan, e da lì - a Naxçıvan. Ma per ordine di Heydar Aliyev, l'aereo volò direttamente a Baku (perché anche Cavid fu inviato in Siberia da Baku). Il 26 ottobre, l'aereo è atterrato a Baku. È stato persino suggerito che il poeta fosse sepolto nel Vicolo d'onore dell'Azerbaigian. Dopo la cerimonia d'addio nel Palazzo degli Shirvanshah, il 1º novembre, il corpo di Cavid fu trasportato nella casa in cui ha vissuto a Baku. Finalmente, il 3 novembre, Cavid fu portato a Naxçıvan e sepolto vicino alla casa del suo padre sotto un albero di gelso.
Dopo che il mausoleo fu eretto sulla tomba del poeta, il 13 settembre 1996 i corpi della moglie del poeta Mushkinaz del figlio Ertogrul furono nuovamente risepolti, e il 12 settembre 2004 la figlia del poeta Turan Javid fu sepolta nel mausoleo.

## Opere
Scrisse sotto degli pseudonimi fin dal 1896, allora quattordicenne. Il primo poema di Cavid fu pubblicato nel giornale di Baku "Fiyuzat" nel 1906. Nel 1913, fu pubblicata la prima raccolta delle sue poesie - "Giorni Passati", stampata a Tbilisi nella tipografia dell'Azerbaigian. Nel 1917 una nuova raccolta di poesie sotto il nome "Rugiada primaverile" fu pubblicata a Baku. Già dalle prime opere di H. Cavid, si fanno sentire i motivi sociali associati alla riorganizzazione sociale e alle contraddizioni, la posizione delle persone povere e svantaggiate. Anche se, come confessa il poeta, il suo dio "è bellezza e amore", ma la vita con le sue profonde contraddizioni e problemi invade il mondo dei suoi pensieri poetici, spingendo a pensare sulle persone e sulle molte cose, in particolare a coloro che si condannano alla ricerca di cibo per duro lavoro disumano nei campi petroliferi.
Per il poeta umanista, "l'inferno nero" dei pensieri, così come la follia dello scoppio della guerra mondiale, il suo "rumore mostruoso" è insopportabile. I cataclismi del secolo, le sue contraddizioni e gli eventi portano H. Cavid alla necessità di superare conclusioni e idee politiche astratte, di porre e risolvere i problemi più importanti del nostro tempo, di rivolgersi al passato del suo popolo e di altri paesi per rivelare la natura dei contrasti e delle contraddizioni del secolo, che prometteva di essere un'era del progresso e dello sviluppo della civiltà, ma purtroppo, si è rivelata piena di crisi sociali e di altre negatività., sconvolgimenti e disgrazie predisposte per un comune cittadino.
Scrisse opere epiche e storiche in versi anti-imperialiste e anti-sovietiche.
Tra le sue opere più importanti ci sono Iblisin Fajiàsi (La catastrofe del Diavolo) del 1918, Peyghambar (Il Profeta) del 1922, Topal Teymur (Tamerlano) del 1925, Sayavush del 1993 e Khayyam del 1935.